# Курбангаджиева, Зумруд Бахмудовна
Зумруд Бахмудовна Курбангаджиева (азерб. Zümrüd Qurbanhacıyeva; 20 ноября 1975, Каспийск, Дагестанская АССР, РСФСР, СССР) —  российская и азербайджанская женщина-борец вольного стиля, трехкратная чемпионка России, двухкратная победительница 
Кубка России, серебряный призёр чемпионата Европы.

## Биография
Родилась в Каспийске. Борьбой начала заниматься с 1986 года. Была одной из первых на этапе становления женской борьбы в Дагестане. Занималась у тренера Курбана Курбанова. Сначала выступала за Россию, в составе сборной, принимала участие на трёх чемпионатах мира и одном чемпионате Европы. Становилась трёхкратной чемпионкой России. Сменила гражданство на азербайджанское. Принимала участие в составе сборной Азербайджана на трёх чемпионах мира. В 2009 году стала серебряной на чемпионате Европы. После окончания спортивной карьеры работает в Республиканском Центре образования в Каспийске.

## Спортивные результаты на крупных международных соревнованиях
- Чемпионат Европы по борьбе 1998 — 4;
- Чемпионат мира по борьбе 1998 — 5;
- Чемпионат мира по борьбе 2000 — 6;
- Чемпионат мира по борьбе 2001 — 9;
- Чемпионат мира по борьбе 2007 — 24;
- Чемпионат Европы по борьбе 2008 — 7;
- Чемпионат Европы по борьбе 2009 — ;
- Чемпионат мира по борьбе 2009 — 8;
- Кубок мира по борьбе 2010 — 9;
- Чемпионат мира по борьбе 2010 — 19;